# Ace the Bat-Hound
Ace the Bat-Hound is een personage uit de Batman-strips van DC Comics. Hij was in de jaren 50 en 60 van de 20e eeuw een helper van Batman en Robin. Ace werd gebaseerd op Krypto en Duitse herders uit films en series zoals Rin Tin Tin en Ace the Wonder Dog. Hij werd bedacht door Bill Finger en Sheldon Moldoff.

## Biografie
Ace is een Duitse herder die oorspronkelijk eigendom was van John Wilker. Hij werd gevonden door Batman en Robin nadat zijn baas was ontvoerd. Batman gebruikte Ace om John op te sporen. Als Bruce Wayne had Batman echter al een hoop advertenties laten plaatsen met de mededeling dat hij de hond had gevonden. Bang dat iemand de hond zou herkennen en zo de connectie tussen Batman en Bruce Wayne zou leggen, voorzag hij Ace van een masker. Hij kreeg officieel de bijnaam "The Bat-Hound" van een crimineel die de hond zag.
Wilker nam later een nieuwe baan waardoor hij minder goed voor Ace kon zorgen, dus liet hij de hond bij Bruce Wayne. Wilker was zich nooit bewust van het feit dat Ace de Bat-Hound was.
Ace verdween uit de Batman strips toen Julius Schwartz het werk als redacteur overnam. Nadien heeft Ace nog maar zeer zelden meegespeeld in de strips.

## In andere media

### Batman of the Future
In de serie Batman of the Future heeft een inmiddels ouder geworden Bruce Wayne een waakhond met de naam Ace. Deze hond is een Deense Dog. Ace werd door zijn vorige eigenaar gebruikt voor illegale hondengevechten, maar ontsnapte en kwam terecht bij Bruce.
Ace speelt een rol bij het verslaan van The Joker in de film Batman Beyond: Return of the Joker.

### Krypto the Superdog
In de animatieserie Krypto the Superdog is Ace een regelmatig terugkerend personage. In deze serie heeft Ace net als Batman gadgets tot zijn beschikking. Zijn vijanden in de serie zijn de huisdieren van verschillende vijanden van Batman, zoals de hyena’s van The Joker en de pinguïns van The Penguin.

### LEGO videospellen
In het LEGO videospel LEGO Batman 3: Beyond Gotham verschijnt Ace als speelbaar figuur.

### DC League of Super-Pets
Ace the Bat-Hound is een van de hoofdpersonages in de film DC League of Super-Pets uit 2022, waarin hij wordt ingesproken door Kevin Hart. De Nederlandse stem van Ace werd ingesproken door Défano Holwijn.